# アース・ソング
「アース・ソング」（Earth Song）は、マイケル・ジャクソンが1995年に発表したシングル。

## 概要
『ヒストリー パスト、プレズント・アンド・フューチャー ブック1』からのシングル・カット。作詞・作曲ともジャクソン自身による。
ショートフィルムにおいて、いかに地球が人間によって破壊されつつあるかを概説し、環境破壊、貧困問題について切実に訴えた。密猟者、ボスニアの1990年代の紛争、破壊された熱帯雨林（最後に写る森は撮影後破壊された森である）など、様々な題材を扱い話題を呼んだ。ドイツ・スイス・ラトビア・イギリスで1位獲得。
この曲はその年のイギリスのクリスマスのトップ・ソングとなり、イギリス国内ではオアシスの「ワンダーウォール」を抜いて1位(6週連続)、103万枚を売り上げ、世界で少なくとも300万枚以上を売り上げた。10年後の2006 FIFAワールドカップ公式アルバム「VOICES」にも収録された。
この曲はジャクソンの父親ジョセフへのインタビューによるとマイケルの1番好きな曲だという。亡くなる前日、「THIS IS IT」のリハーサルで最後に歌ったのもこの曲である。
『ナンバー・ワンズ』や『マイケル・ジャクソン THIS IS IT』にも収録された。

## トラック・リスト
日本盤 マキシ・シングル
1. アース・ソング
2. アース・ソング (ハニーズ・ラジオ・エクスペリエンス)
3. アース・ソング (ハニーズ・アラウンド・ザ・ワールド・エクスペリエンス)
4. アース・ソング (ラジオ・エディット)
5. アース・ソング (ハニーズ・エクステンデッド・ラジオ・エクスペリエンス)
6. スタート・サムシング (トミー・D's・メイン・ミックス)
7. スタート・サムシング (ブラザーズ・イン・リズム・ミックス)